# Nederlanders in het Azerbeidzjaanse voetbal
Nederlanders in het Azerbeidzjaanse voetbal geeft een overzicht van Nederlanders die een contract hebben (gehad) bij Azerbeidzjaanse voetbalclubs.

## Spelers
| Naam             | Club         | Van  | Tot   | Opmerkingen |
| ---------------- | ------------ | ---- | ----- | ----------- |
| Adnan Barakat    | FK Bakoe     | 2009 | 2011  |             |
| Collins John     | Qäbälä PFK   | 2011 | 2011  |             |
| Steve Olfers     | Qäbälä PFK   | 2010 | 2012  |             |
| Lorenzo Ebecilio | FK Qarabağ   | 2013 | 2014  |             |
| Melvin Platje    | Neftçi Bakoe | 2013 | 2014  |             |
| Dion Malone      | Qäbälä PFK   | 2017 | heden |             |

## Overige functies
| Naam        | Club         | Van  | Tot  | Opmerkingen       |
| ----------- | ------------ | ---- | ---- | ----------------- |
| Rob Reekers | Neftçi Bakoe | 2008 | 2009 | assistent-trainer |

Voetbalbonden ·
Albanië ·
Angola ·
Armenië ·
Australië ·
Azerbeidzjan ·
Bahrein ·
België ·
Bhutan ·
Bulgarije ·
Canada ·
China ·
Congo-Kinshasa · 
Cyprus ·
Denemarken ·
Duitsland ·
Egypte ·
Engeland ·
Estland ·
Ethiopië ·
Faeröer ·
Filipijnen ·
Finland ·
Frankrijk ·
Georgië ·
Ghana ·
Griekenland ·
Hongarije ·
Hongkong ·
Ierland ·
IJsland ·
Indonesië ·
Iran ·
Israël ·
Italië ·
Japan ·
Kazachstan ·
Koeweit ·
Litouwen ·
 Luxemburg ·
Maleisië ·
Malta ·
Marokko ·
Mexico ·
Namibië ·
Nieuw-Zeeland ·
Noorwegen ·
Oekraïne ·
Oezbekistan ·
Oostenrijk ·
Polen ·
Portugal ·
Qatar ·
Roemenië ·
Rusland ·
Rwanda ·
Saoedi-Arabië ·
Schotland ·
Singapore ·
Slovenië ·
Slowakije ·
Spanje ·
Tanzania ·
Turkije ·
Tuvalu ·
VAE ·
Venezuela ·
Verenigde Staten ·
Vietnam ·
Zimbabwe ·
Zuid-Afrika ·
Zuid-Korea ·
Zweden ·
Zwitserland